# Дунаєво
Дуна́єво (рос. Дунаево) — село у складі Стрітенського району Забайкальського краю, Росія. Адміністративний центр Дунаєвського сільського поселення.

## Населення
Населення — 1009 осіб (2010; 1150 у 2002).
Національний склад (станом на 2002 рік):
- росіяни — 98 %